# Église Sainte-Alix
L'église Sainte-Alix (en néerlandais : Sint-Aleidiskerk) est un édifice religieux catholique sis sur le parvis Sainte-Alix à Woluwe-Saint-Pierre, une commune orientale de la région de Bruxelles-Capitale (Belgique). De style architectural moderne, l'église fut construite en 1935. 
Le culte catholique y est célébré et la paroisse de Sainte-Alix y organise d'autres activités. La paroisse fait partie de l’unité pastorale Stockel-au-Bois qui comprend aussi la paroisse de Notre-Dame de Stockel, Saint-Paul, Notre-Dame de l’Assomption à Woluwe-Saint-Lambert et la pastorale étudiante ainsi que l’aumônerie catholique des cliniques universitaires Saint-Luc sur le site de l’Université Catholique de Louvain à Woluwe-Saint-Lambert.

## Histoire

### Sainte Alix
L'église fut placée sous le patronage de sainte Alix (également appelée Alice de Schaerbeek, Adélaïde ou Aleyde) qui est une moniale bénédictine de l'abbaye de la Cambre au XIIIe siècle. Elle fut atteinte de la lèpre à l'âge de vingt ans et dut, par conséquent, vivre comme recluse dans la forêt de Soignes avant de pouvoir retourner dans un bâtiment annexe à l'abbaye de la Cambre. Elle mourut en 1250 à l'âge de trente-cinq ans. Malgré ce que l'on pourrait croire elle n'a pas été canonisée mais le pape Pie X a autorisé, le 24 avril 1907, son culte avec le titre de « sainte ».

### Histoire de l'église et du quartier
En 1905 fut créé l’hippodrome sur le plateau de Stockel, aujourd'hui le complexe sportif de Sport City,. L’endroit où l’église Sainte-Alix a été construite se situait entre cet hippodrome et la Forêt de Soignes. Elle était alors entourée de champs.
Tout cela change lorsque Jules Waucquez et son épouse, Maria Van Glabeek de naissance, vont proposer à l’Archevêché de construire à leurs frais une église en mémoire de leur fille, Alix Waucquez, décédée à l’âge de trente-cinq ans en 1933. Mais la famille Waucquez-Glabeek n’était pas la seule famille étant à l’origine de l’édifice religieux puisque la famille van der Meerschen proposa d’offrir le terrain sur lequel serait construite l’église. Elle le fit car elle était liée par alliance avec la famille Waucquez de par le mariage d’un de leurs enfants,. 
C’est ainsi qu’une fois les documents nécessaires pour la construction obtenus, ils chargèrent l’architecte Léonard Homez de la construction. Les travaux commencèrent en 1935 et prirent fin en 1936. C’est dans la même année que, le 26 juillet, l’église fut consacrée et ouverte au culte par le Cardinal Van Roey qui était alors l’archevêque de Malines. Mais elle ne fut pas dès le début une paroisse puisque l’arrêté royal du 12 mai 1936 « érigea le quartier de Joli-Bois en chapellenie ressortissant à la paroisse Saint-Paul, sous le vocable de ‘’Sainte-Alix’’». Ce n’est que le 16 septembre 1941 qu’un arrêté royal conféra à l’église de Sainte-Alix le statut de paroisse à la suite de l’urbanisation croissante autour de l'église. Ce fut l’abbé Massion qui en reçut la responsabilité en étant désigné curé de la paroisse,.

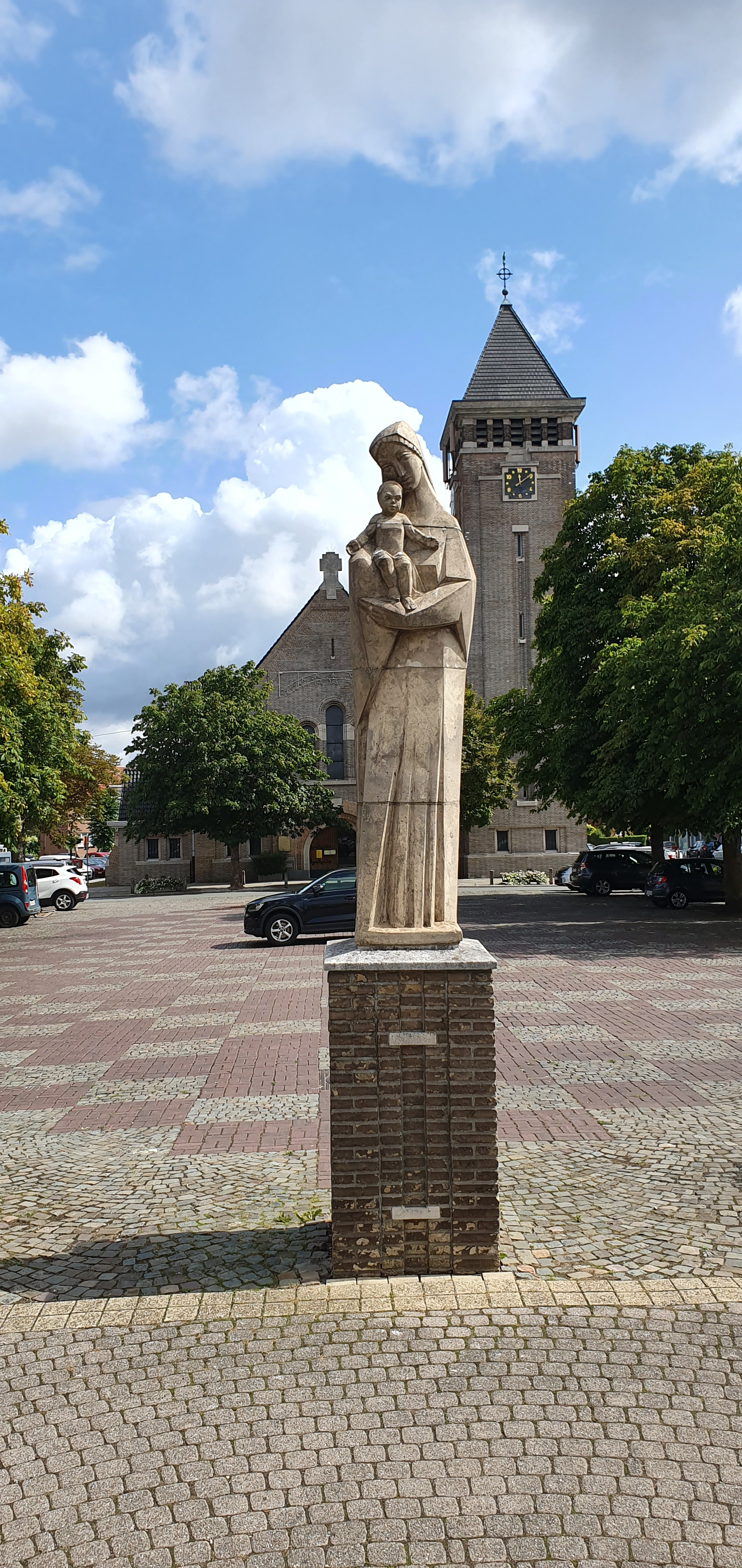
Statue de Marie sur le parvis devant l’église Sainte-Alix

La construction de l'église va intensifier le processus d'urbanisation. De nouvelles rues ainsi que des logements sont construits à la suite de la construction de l'édifice. Cependant, ce n'est qu'après la Seconde Guerre mondiale que le quartier va fortement se développer. De nouveaux logements sociaux sont construits en 1946 dans des rues proches de l'église telle que la rue au Bois et l'avenue des Dames Blanches mais aussi de nombreux lotissements privées qui seront construits autour de l'église, si bien que le quartier de Joli-Bois deviendra un des plus densément peuplés de la commune de Woluwe-Saint-Pierre. Mais le quartier vit aussi la création de deux écoles : le lycée Mater Dei qui est une école catholique francophone et le Mater Dei-Instituut qui lui est une école chrétienne néerlandophone.   
La paroisse va aussi construire des locaux pour les jeunes en 1964 qui servent encore aujourd’hui de locaux pour la catéchèse, l'amicale 'Vie Féminine', les répétitions de chorales et autres activités et fêtes paroissiales. Également la 36e Unité des Guides et la 40e Unité des Scouts de Sainte-Alix,.
Enfin, la paroisse a connu de nombreuses messes télévisées célébrées et animées par l'abbé Philippe Mawet. En effet, celui-ci a été le responsable pastoral des messes radio-télévisées. L'abbé sera responsable des messes télévisées de 1991 à 2013.         
On peut donc dire que la construction de l'édifice religieux est à l'origine du développement urbanistique de tout le quartier de Joli-Bois qui était auparavant largement rural.